# Zapovednik Oetrisj
Zapovednik Oetrisj (Russisch: Государственный природный заповедник Утриш) is een strikt natuurreservaat gelegen in de kraj Krasnodar in het zuiden van Europees Rusland. De oprichting tot zapovednik vond plaats op 2 september 2010 per resolutie (№ 1436/2010) van de regering van de Russische Federatie om de unieke natuurlijke complexen van de droge subtropische Zwarte Zeekust te behouden en beschermen. Het reservaat kwam te liggen op de locatie van de op 2 april 1994 opgerichte zakaznik Bolsjoj Oetrisj en werd zodoende qua beschermingsniveau opgeschaald. Zapovednik Oetrisj heeft een oppervlakte van 98,48 km², waarvan 7,83 km² in het aanliggende deel van de Zwarte Zee ligt.

## Kenmerken
Zapovednik Oetrisj kent een subtropisch klimaat en is gelegen op het Abraoe-schiereiland, tussen Anapa en Novorossiejsk. Het reservaat bestaat uit biotopen als kliffen, rotshellingen, stranden en associaties van pistache en jeneverbessen. Dit is een van de weinige locaties in Rusland waar zich dergelijke bossen bevinden.

## Flora en fauna
In het reservaat groeien zeldzame relicten als Atlantische terpentijnboom (Pistacia atlantica), Griekse jeneverbes (Juniperus excelsa) en Turkse den (Pinus brutia) — planten die dan ook vermeld staan op de Russische rode lijst van bedreigde soorten. Andere belangrijke bosvormers tussen 0 en 200 meter boven zeeniveau zijn onder meer de oosterse haagbeuk (Carpinus orientalis), stekelige jeneverbes (Juniperus oxycedrus) en donzige eik (Quercus pubescens). Vanaf 150 meter hoogte worden bijvoorbeeld ook de oosterse beuk (Fagus orientalis), wintereik (Quercus petraea) en es (Fraxinus excelsior) waargenomen.
In het reservaat zijn 45 zoogdieren, 157 vogels, vijf amfibieën en veertien reptielen vastgesteld. Interessante vogelsoorten zijn onder meer de slechtvalk (Falco peregrinus), slangenarend (Circaetus gallicus), dwergarend (Hieraaetus pennatus), rode rotslijster (Monticola saxatilis) en boomleeuwerik (Lullula arborea). Andere opmerkelijke diersoorten in het reservaat zijn de Moorse landschildpad (Testudo graeca), scheltopusik (Pseudopus apodus) en middelste smaragdhagedis (Lacerta media).

## Afbeeldingen

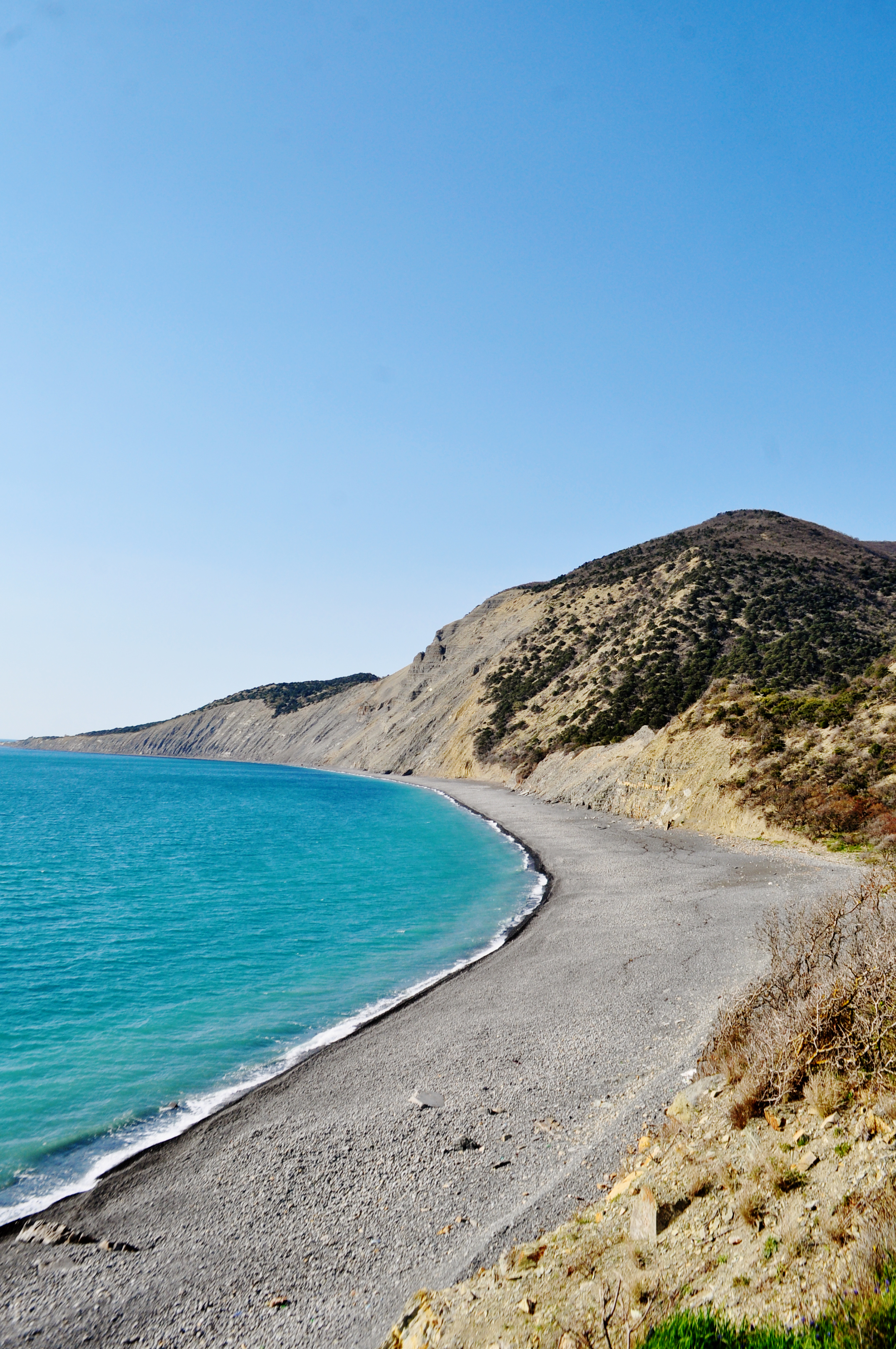
Strand in Zapovednik Oetrisj.
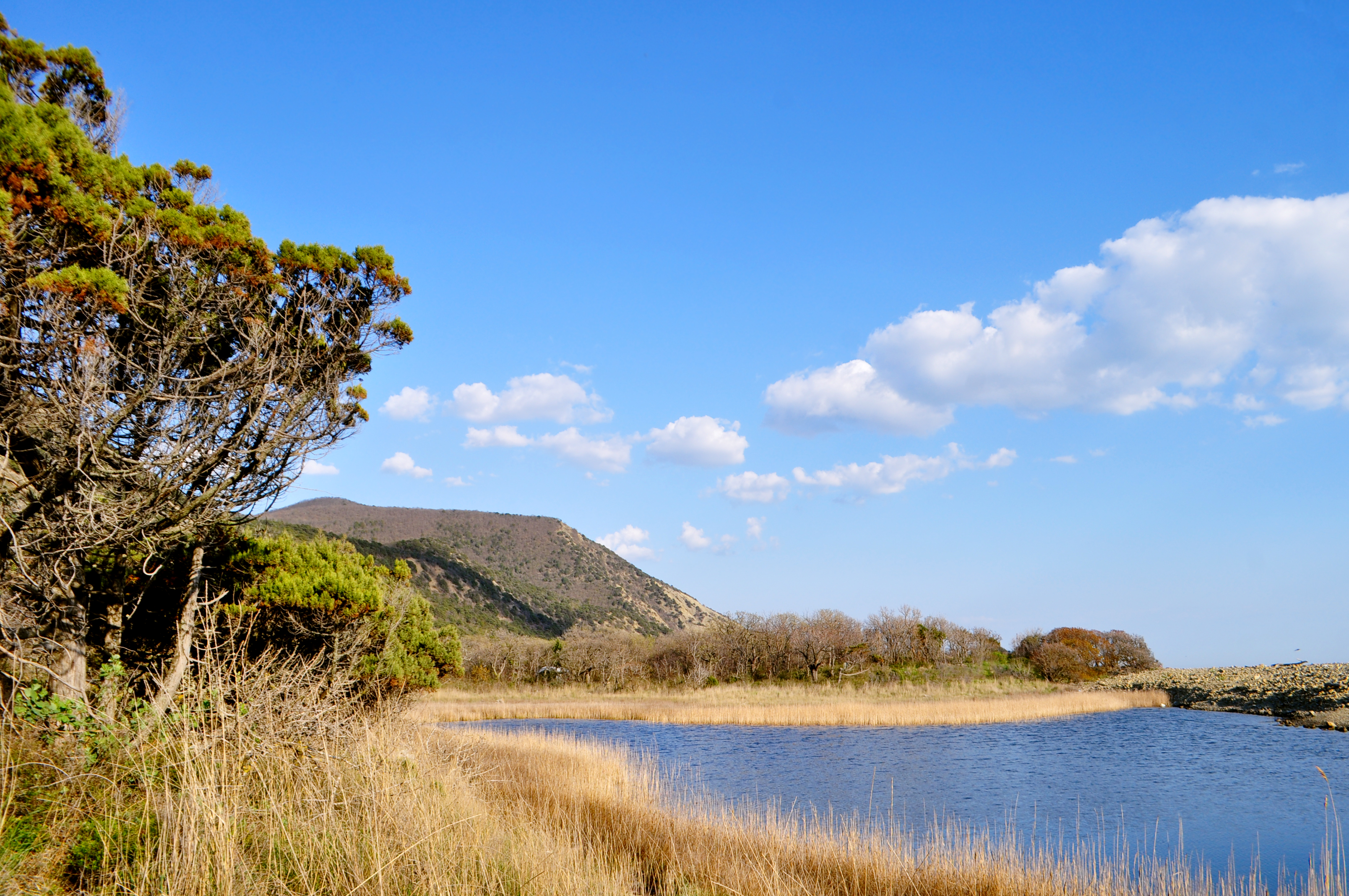
Mediterraan landschap van Zapovednik Oetrisj.
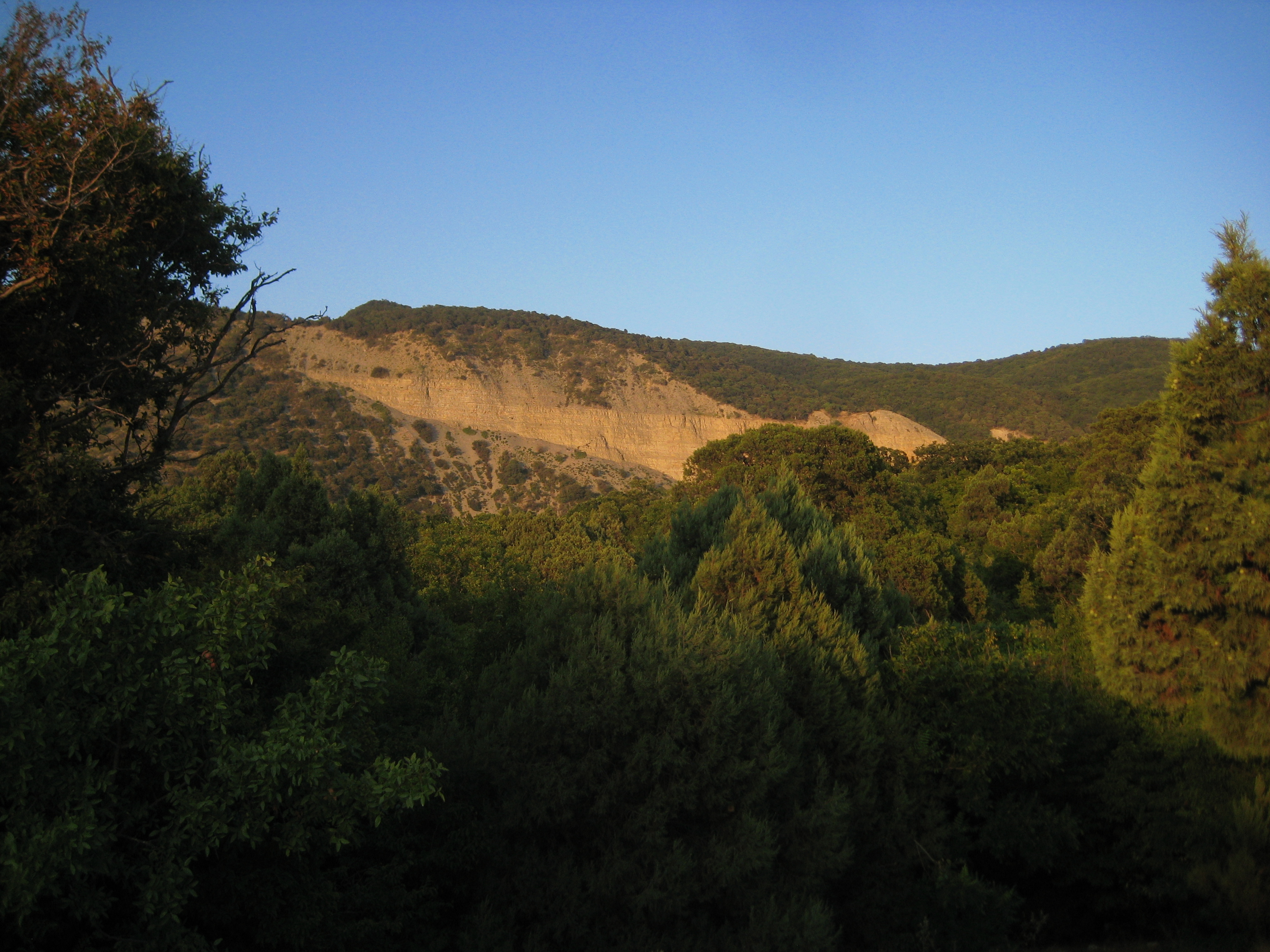
Pistache-jeneverbesbestanden in Zapovednik Oetrisj.
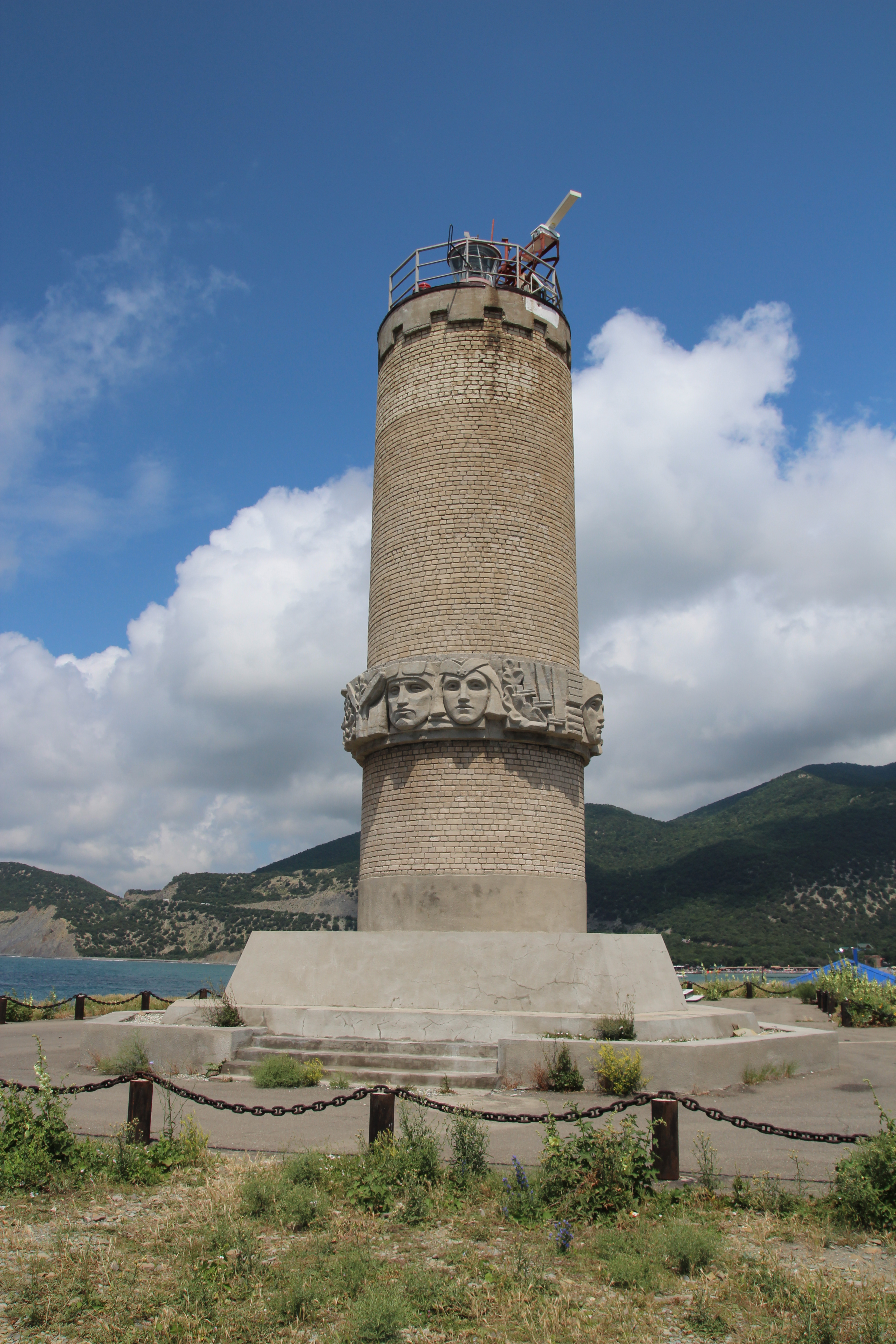
Monumentale vuurtoren in het plaatsje Bolsjoj Oetrisj.
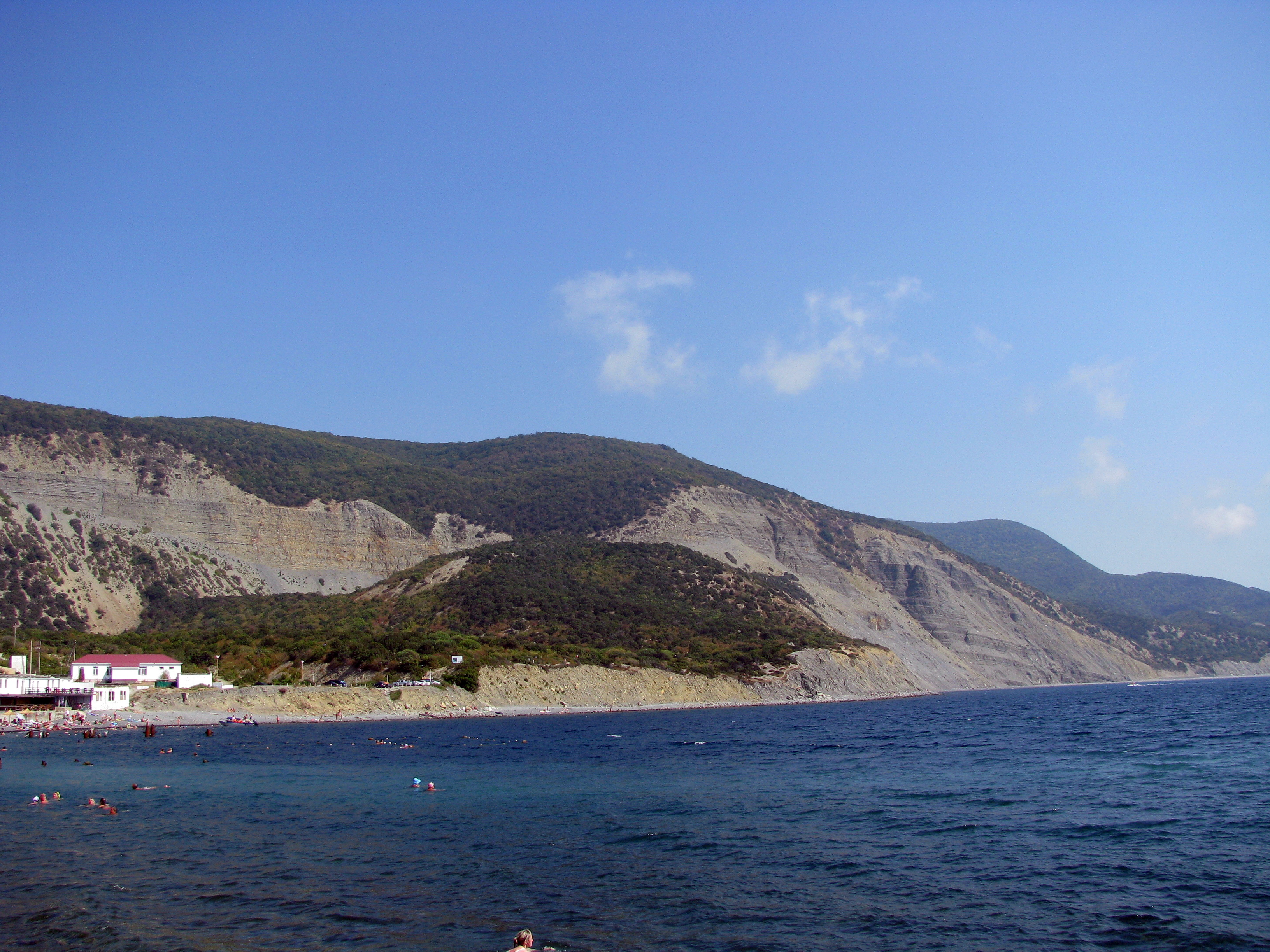
Hellingen aan de kust van de Zwarte Zee ter hoogte van Zapovednik Oetrisj.